# Samuel Akere
Samuel Akere (16 febbraio 2004) è un calciatore nigeriano, centrocampista del Widzew Łódź.

## Carriera
Ha mosso i primi passi nel G12 FC in Nigeria prima di trasferirsi in Russia al Vista Gelendzhik. Nel maggio 2022 è stato acquistato dal Botev Plovdiv con cui ha debuttato il 10 marzo nell'incontro di Părva profesionalna futbolna liga perso 2-1 contro il Septemvri Sofia.
Il 26 ottobre ha segnato i suoi primi gol con il nuovo club realizzando una doppietta nel 6-0 rifilato alla Lokomotiv Sofia ed il 27 novembre ha rinnovato il contratto fino al 2026.

## Statistiche

### Presenze e reti nei club
Statistiche aggiornate al 23 giugno 2023.
| Stagione        | Squadra          | Campionato      | Campionato | Campionato | Coppe nazionali | Coppe nazionali | Coppe nazionali | Coppe continentali | Coppe continentali | Coppe continentali | Altre coppe | Altre coppe | Altre coppe | Totale | Totale |
| Stagione        | Squadra          | Comp            | Pres       | Reti       | Comp            | Pres            | Reti            | Comp               | Pres               | Reti               | Comp        | Pres        | Reti        | Pres   | Reti   |
| --------------- | ---------------- | --------------- | ---------- | ---------- | --------------- | --------------- | --------------- | ------------------ | ------------------ | ------------------ | ----------- | ----------- | ----------- | ------ | ------ |
| 2022-2023       | Botev Plovdiv II | 2L              | 1          | 0          |                 | -               | -               |                    | -                  | -                  |             | -           | -           | 1      | 0      |
| 2023-2024       | Botev Plovdiv II | 2L              | 22         | 3          |                 | -               | -               |                    | -                  | -                  |             | -           | -           | 22     | 3      |
| 2022-2023       | Botev Plovdiv    | 1L              | 12         | 0          | CB              | 1               | 0               |                    | -                  | -                  |             | -           | -           | 13     | 0      |
| 2023-2024       | Botev Plovdiv    | 1L              | 18         | 4          | CB              | 1               | 0               |                    | -                  | -                  |             | -           | -           | 19     | 4      |
| Totale carriera | Totale carriera  | Totale carriera | 53         | 7          |                 | 2               | 0               |                    | -                  | -                  |             | -           | -           | 55     | 7      |

## Palmarès

### Club

#### Competizioni nazionali
- Coppa di Bulgaria: 1

Botev Plovdiv: 2023-2024